# Herman van Brandenburg
Herman van Brandenburg bijgenaamd de Lange (circa 1275 - Lübz, 1 februari 1308) was van 1299 tot 1308 markgraaf van Brandenburg-Salzwedel. Hij behoorde tot het huis Ascaniërs.

## Levensloop
Herman was de zoon van markgraaf Otto V van Brandenburg-Salzwedel en Judith van Henneberg, dochter van graaf Herman I van Henneberg. In 1299 volgde hij zijn vader op als mede-markgraaf van Brandenburg-Salzwedel, dat hij tot in 1300 regeerde samen met zijn neef Albrecht III. Na het overlijden van hertog Bolko I van Schweidnitz in 1301 werd hij ook regent over diens zonen. 
In 1308 brak een oorlog uit tussen het markgraafschap Brandenburg en het hertogdom Mecklenburg, de zogenaamde Noord-Duitse Markgravenoorlog. Herman en zijn neef, markgraaf Otto IV van Brandenburg-Stendal, vielen daarop Mecklenburg binnen, maar Herman overleed tijdens het beleg van Lübz. Hij werd bijgezet in de abdij van Lehnin.

## Huwelijk en nakomelingen
Hij huwde met Anna van Habsburg (1280-1327), dochter van Rooms-Duits koning Albrecht I van Habsburg. Zij kregen minstens vier kinderen:
- Jutta (1301-1353), huwde met graaf Hendrik VIII van Henneberg
- Johan V (1302-1317), markgraaf van Brandenburg-Salzwedel
- Mathilde (overleden in 1323), huwde met hertog Hendrik IV van Glogau
- Agnes (1297-1334), huwde met markgraaf Waldemar van Brandenburg-Stendal en daarna in 1319 met hertog Otto van Brunswijk-Göttingen